# VC Kanti Schaffhouse
Maillots
Le Volley Club Kanti Schaffhouse est un club suisse de volley-ball fondé en 1973 et basé à Schaffhouse qui évolue pour la saison 2019-2020 en Ligue Nationale A féminine.

## Historique
- 1973 : fondation du club sous le nom de VC Volta Schaffhausen
- 1978 : le club est renommé en VC Kanti Schaffhausen

## Palmarès
- Championnat de Suisse[3]
  - Finaliste : 1998, 1999, 2000, 2001, 2004, 2008, 2009, 2013.
- Coupe de Suisse[3]
  - Vainqueur : 2000, 2009.
  - Finaliste : 2001, 2002, 2004.
- Supercoupe de Suisse[3]
  - Vainqueur : 2008.
  - Finaliste : 2005, 2006.